# Resultados do Carnaval de Belém em 2023
Resultados do Carnaval de Belém em 2023.
Por conta das políticas de isolamento social devido à Pandemia de COVID-19, os desfiles não foram realizados nos anos de 2021 e 2022,com isso, não houve rebaixamentos neste ano.

## Escolas de samba
| Primeiro Grupo | Primeiro Grupo                         | Primeiro Grupo | Primeiro Grupo |
| Colocação      | Escola                                 | Pontos         | Ref.           |
| -------------- | -------------------------------------- | -------------- | -------------- |
| 1º             | Associação Carnavalesca Bole-Bole      | 199,9          | [ 2 ]          |
| 2º             | Acadêmicos da Pedreira                 | 199,2          | [ 2 ]          |
| 3º             | Xodó da Nega                           | 199,1          | [ 2 ]          |
| 4º             | Rancho Não Posso Me Amofiná            | 198,7          | [ 2 ]          |
| 5º             | Piratas da Batucada                    | 198,7          | [ 2 ]          |
| 6º             | Deixa Falar                            | 198,6          | [ 2 ]          |
| 7º             | Escola de Samba da Matinha             | 198,4          | [ 2 ]          |
| 8º             | Embaixada de Samba Império Pedreirense | 198            | [ 2 ]          |
| 9º             | Quem São Eles                          | 197,8          | [ 2 ]          |
| 10º            | Os Colibris                            | 197,3          | [ 2 ]          |

| Segundo Grupo | Segundo Grupo          | Segundo Grupo | Segundo Grupo |
| Colocação     | Escola                 | Pontos        | Ref.          |
| ------------- | ---------------------- | ------------- | ------------- |
| 1º            | Boêmios da Vila Famosa | 199,3         | [ 3 ]         |
| 2º            | Mocidade Olariense     | 197,6         | [ 3 ]         |
| 3º            | A Grande Família       | 197,3         | [ 3 ]         |
| 4º            |                        |               | [ 3 ]         |
| 5º            |                        |               | [ 3 ]         |
| 6º            |                        |               | [ 3 ]         |
| 7º            |                        |               | [ 3 ]         |
| 8º            |                        |               | [ 3 ]         |
| 9º            |                        |               | [ 3 ]         |
| 10º           |                        |               | [ 3 ]         |

| Terceiro Grupo | Terceiro Grupo                   | Terceiro Grupo | Terceiro Grupo |
| Colocação      | Escola                           | Pontos         | Ref.           |
| -------------- | -------------------------------- | -------------- | -------------- |
| 1º             | Guardiões do Samba e da Pedreira | 199,7          | [ 4 ]          |
| 2º             | Caprichosos da Cidade Nova       | 198,9          | [ 4 ]          |
| 3º             | Alegria Alegria                  | 198,5          | [ 4 ]          |
| 4º             |                                  |                | [ 4 ]          |
| 5º             |                                  |                | [ 4 ]          |
| 6º             |                                  |                | [ 4 ]          |
| 7º             |                                  |                | [ 4 ]          |
| 8º             |                                  |                | [ 4 ]          |
| 9º             |                                  |                | [ 4 ]          |
| 10º            |                                  |                | [ 4 ]          |